# Bari Bernadett
Dr. Bari Bernadett, több korábbi forrásban Kámánné dr. Bari Bernadett (Baja, 1985. augusztus 25. –) jogász, politikus, 2024. október 1. óta Baja megyei jogú város polgármestere.

## Élete
Nagybaracskai családban született, édesanyja pedagógus, édesapja diplomás szakápoló, két fiútestvére van. 1996-tól a Bajai Szent László Általános Művelődési Központ Gimnáziumában tanult, itt érettségizett 2004-ben. Érettségi után jogász végzettséget szerzett a Pécsi Tudományegyetem Állam- és Jogtudományi Karán. A bajai Polgármesteri Hivatalban kezdte meg szakmai munkáját 2011-ben.
Házas, három leánygyermek édesanyja.

## Politikai pályafutása
Gimnazista korától kezdve foglalkoztatták a közéleti kérdések, így 2003-ban belépett a Fidesz-KDNP szervezetébe. 2014-ben a szervezet jelöltjeként kompenzációs listáról bejutva (dr. Bari Bernadett néven) kezdte meg képviselői munkáját a Baja város önkormányzatának képviselő-testületében. Két cikluson keresztül (2014–2024) volt a Fidesz-KDNP képviselőcsoportjának frakcióvezetője, valamint az ügyrendi és jogi bizottság elnöke.
2019-ben a 6. számú egyéni képviselői körzetben szerzett mandátumot (már Kámánné dr. Bari Bernadett néven), ezzel egy időben viszont a Fidesz-KDNP elvesztette az önkormányzati választásokat és ellenzékbe került. A következő ötéves ciklusban frakcióvezetőként az egyik legaktívabb szereplője volt a helyi közéletnek.
2024 elején a Fidesz-KDNP pártszövetség a „Hajrá Baja” elnevezésű akciója keretében kérte több kérdésben véleménynyilvánításra a bajaiakat, hogy e lakossági véleményekre építve dolgozzák ki a Bajaiak Programja nevű választási programjukat. A 2024-es önkormányzati választásokon polgármesterré választották, a Nemzeti Választási Iroda adatai szerint még akkor is asszonynéven. Férjezett nevét azóta elhagyta.